# Orden de Luis
La Orden de Luis (en alemán: "Ludwigsorden") u Orden de Luis I de Hesse fue una orden del Gran Ducado de Hesse que fue otorgada a soldados y civiles meritorios desde 1807 a 1918.

## Historia
La orden fue fundada por Luis I, gran duque de Hesse y del Rin como una orden de mérito sin nombre o estatuto el 25 de agosto de 1807. El 14 de diciembre de 1831 se adoptaron estatutos para la orden, dándole su nombre formal, dividiéndola en cinco clases, y se establecieron las condiciones para la adjudicación. Fue pensada para ser concedida a soldados y civiles meritorios "von den obersten Stufe bis auf die unterste" (del nivel más alto al más bajo).
La orden se volvió obsoleta con la abdicación del último Gran Duque de Hesse en noviembre de 1918.

## Clases
La Orden fue otorgada por primera vez en las siguientes cinco clases:
- Gran Cruz
- Comandante 1.ª Clase
- Comandante 2.ª Clase
- Caballero 1.ª Clase
- Caballero 2.ª Clase

En 1853 el Gran Duque reinante amplió la orden con una medalla subsidiaria de oro y en 1859 con una de plata. En total bajo su reinado fueron creadas 13 diferentes medallas de oro y plata (para premiar distintas antigüedades en el servicio y aquellos que no alcanzaban a cumplir los requisitos para ser nombrados caballeros). Su sucesor Luis IV sumó 5 medallas más. Ernesto Luis revisó los estatutos en 1912 y abolió la división existente en la clase de Caballeros y, la Cruz de Caballero de primera clase pasó a llamarse Cruz de Honor. Para celebrar sus bodas de plata como soberano fundó, en 1917, la clase de Cadena o Collar de oro de la Orden. Con el estallido de la Primera Guerra Mundial Ernesto Luis creó la división al mérito militar; y agregó 8 medallas más durante su reinado.
Última configuración de las clases:
- Collar de Oro.
- Gran Cruz (con o sin espadas, destinada a personas reales o funcionarios de alto nivel con tratamiento de "excelencia").
- Comandante 1.ª Clase (con o sin espadas, la primera está destinada a Oficiales de alto rango). En el protocolo diplomático internacional tal premio era equivalente al de Gran Oficial.
- Comandante 2.ª Clase (con o sin espadas).
- Cruz de Honor (después de 1912, con o sin espadas).
- Caballero (con o sin espadas).

|                                                                            |                                                                                   |                                                               |                                |                                                    |                      |
| Venera de la Gran Cruz (Museo de Órdenes de Caballería de Tallin, Estonia) | Placa y Banda de la Gran Cruz (Museo de Órdenes de Caballería de Tallin, Estonia) | Placa de Comandante de 1.ª Clase y Broche de la Cruz de Honor | Venera de Comandante 2.ª Clase | Cruz de Caballero con cinta plegada a la austríaca | Medallas de la Orden |

## La decoración
La insignia de la orden es una cruz octógona de oro rojizo (es decir una aleación de oro, plata y cobre, aunque las últimas cruces realizadas en 1918 eran de plata sobredorada), esmaltada como si contuviera dos cruces concéntricas una menor que la otra, la más grande, de color rojo, llega hasta el borde dorado de la cruz; y la más pequeña, cercana al centro es de color negro. En el centro de la Cruz, hay en su anverso un medallón pequeño esmaltado de rojo que contiene la inicial gótica "L" del fundador en dorado, rodeada de una corona de laureles de lo mismo. Alrededor del medallón, un anillo ancho esmaltado de blanco con la divisa: "FÜR VERDIENST" (al mérito) en dorado y superando el medallón central; en la parte inferior del anillo un adorno de fitaria dorado. En el reverso el medallón central, de fondo negro, contiene una inscripción dorada en cuatro líneas: "GOTT EHRE VATER LAND" (Dios, honor, patria); alrededor del mismo un anillo ancho con una corona láurea esmaltada de verde. Sobre la cruz una corona real.
La placa de Gran Cruz tiene forma de estrella de ocho rayos (sin la cruz) y en su centro reproduce el reverso de la venera; en casos especiales (extremadamente raros), las placas de las grandes cruces fueron decorados con diamantes y rubíes. La placa de Comandante de primera clase tiene forma de estrella de cuatro puntas con sus rayos asomando entre los brazos de la cruz sin sobrepasarlos en su longitud, esta última tiene las puntas de sus brazos [Pomo|pometeados]] de dorado y representa en su centro el reverso de la venera (al igual que en la clase precedente hubo casos excepcionales en que se decoró la insignia y la placa "con piedras de colores"). La Cruz de Honor consistía en un broche con el reverso de la cruz de la venera (sin la corona) con las puntas pometeadas de dorado.
La cinta de la Orden era de seda negra con dos grandes rayas rojas cercanas a sus bordes.

### Forma de ser lucida
La insignia de Gran Cruz se llevaba pendiente en una banda que se anuda sobre la cadera izquierda y cruza por sobre el hombro derecho, va acompañada de una placa sobre el pecho. Los comandantes de primera clase lucen la insignia colgada de una cinta que rodea su cuello y la placa de dicha categoría sobre el pecho. Los de segunda clase llevaban la insignia pendiente del cuello. La Cruz de Honor se lucía prendida sobre la parte izquierda del pecho (al igual que en otras órdenes alemanas). Los Caballeros portaban la insignia pendiente de una cinta en la parte izquierda del pecho.
.

## Receptores notables
- Guillermo I (galardonado en 1838) - Rey de Prussia (de 1861 a 1888) y Káiser alemán (de 1871 a 1888).
- Alejandro II (galardonado en 1839) - Zar de Rusia (de 1855 a 1881).
- Adolfo (galardonado en 1843) - Último Duque de Nassau (de 1839 a 1866), más tarde Gran Duque de Luxemburgo (de 1890 a 1905).
- Francisco José I (galardonado en 1851) - Emperador de Austria (de 1848 a 1916)
- Alexander Mikhailovich Gorchakov (galardonado en 1857) - Ministro ruso de asuntos exteriores y más tarde canciller de Rusia (de 1863 a 1882).
- Guillermo III (galardonado en 1858) - Rey de los Países Bajos y Gran Duque de Luxemburgo ( de 1849 a 1890).
- Alberto Eduardo, Príncipe de Gales y Duque de Sajonia-Coburgo-Gotha (galardonado en 1862) - Más tarde Eduardo VII del Reino Unido.
- Luis II (galardonado en 1863) - Rey de Baviera (de 1864 a 1886).
- Leopoldo II (galardonado en 1865) - Rey de los belgas (de 1865 a 1909).
- Carlos I (galardonado en 1869) - Príncipe (de 1866 a 1881) y más tarde Rey de Rumania (de 1881 a 1914).
- Luis Mountbatten, primer Marqués de Milford Haven (galardonado en 1870) - Sobrino de Luis III, gran duque de Hesse.
- Alejandro, príncipe de Bulgaria (galardonado en 1870) - Sobrino de Luis III, gran duque de Hesse.
- Otto von Bismarck (galardonado en 1871) - Canciller de Alemania (de 1871 a 1890).
- Helmuth von Moltke el viejo (galardonado en 1871) - Estratega y mariscal de campo alemán; jefe del Estado Mayor prusiano durante las guerras de unificación alemana.
- Karl Eberhard Herwarth von Bittenfeld (galardonado en 1871) - Mariscal de campo alemán durante las guerras de unificación alemana.
- Benedict Samuel Levi (galardonado en 1872) - Rabí en Giessen y profesor en la Universidad de Wurzburgo.
- Karl Schlösser (galardonado en 1874) - Artista alemán que vive en Londres.